# منصور عسكري
منصور عسكري (١٣ يونيو ١٩٥٥ - ١٣ يونيو ١٩٧٥) كان فيزيائيًا نوويًا إيرانيًا قُتل خلال الهجمات الإسرائيلية على إيران عام ١٤٠٤.
فرضت عليه وزارة الخزانة الأمريكية عقوبات في ٢٢ مارس ٢٠١٩.

## السيرة الذاتية
كان منصور عسكري أستاذًا للفيزياء وعضوًا في هيئة التدريس بجامعة الإمام الحسين. كان شخصية بارزة في الصناعة النووية الإيرانية، وشريكًا مقربًا لمحسن فخري زاده. كان عسكري أحد مؤسسي البرنامج النووي الإيراني، وله تاريخ في المشاركة في الحرب العراقية الإيرانية. تولّى مسؤولياتٍ مثل عضوية مركز علوم الفيزياء والتكنولوجيا، ومسؤولية مركز فلسفة العلوم الطبيعية بالجامعة، والتعاون مع وزارة الدفاع، وتمثيل الوزارة في المجلس الأعلى للأمن القومي.

## اغتيال
المقال الرئيسي: الهجمات الإسرائيلية على إيران عام ١٤٠٤
كان منصور عسكري أحد الأشخاص الذين استُهدفوا واغتيلوا خلال الهجمات الإسرائيلية على إيران عام ١٤٠٤.[١] قُتل في ٢٣ يونيو ١٤٠٤، في منزله، مع زوجته وطفليه وحفيده البالغ من العمر ثلاث سنوات. وبالإضافة إلى منصور عسكري، قُتل عالمان نوويان إيرانيان آخران، هما علي بكائي كريمي وسعيد برجي، خلال هذه الهجمات.

## انظر ايضًا
- عمليات القتل المستهدف من قبل جيش الاحتلال الإسرائيلي
- الضربات الإسرائيلية على إيران (يونيو 2025)
- علي باكويي كتريمي